# イモト (スポーツ用品メーカー)
株式会社イモト（英: IMOTO SPORTING GOODS CO. LTD.）は、大阪府大阪市北区に本社を置くスポーツ用品卸売業者である。1946年創業。
同社のCIであるIS（アイ・エス）マークは、「Imoto Sports」の頭文字から取ったものである。

## 概要
創業者の井本忠博により1946年に個人商店として発足。その後、1952年に改組され、株式会社 井本運動具店となる（現社名のイモトには1965年に変更されている）。
スポーツ用品メーカーとしての知名度は決して高いとは言えないが、ナイキ、アディダス、チャンピオンプロダクツ、プーマ、Kappa、フランクリン、ウイルソン、パトリック、トッパー、ラコステ、レワードなどのスポーツ用品をライセンス生産している。

## 沿革
- 1946年：井本忠博（現・会長）が個人商店を創業
- 1952年：資本金100万円で株式会社井本運動具店に改組
- 1965年：株式会社イモトに社名変更
- 2016年：創業70周年

## 主な商品
- フランクリン（野球用品）
- ウィルソン（野球用品）

他にも多種スポーツブランドの製品をライセンス方式で生産している。

## その他
1980年代には関西テレビで放送されていた「ザ・グッドモーニングワイド ざっくばらん」（関西ローカル番組）内やフジテレビ系列の「プロ野球ニュース」（関西・中京地区ローカル枠）でCMを放送していたことがある。またテレビ朝日系の朝の「ANNニュースセブン」やテレビ神奈川の「TVKニュース」等のニュース番組のスポンサーを担当していた時期もある。